# Леванто
Лѐванто (на италиански: Levanto, на местен диалект Lievantu, Лиеванту) е пристанищно градче и община в северозападна Италия, провинция Специя, регион Лигурия. Разположено е на източния бряг на Лигурското море. Населението на общината е 5512 души (към 2011 г.).